# مورین کیوسک
مورین کیوسک (انگلیسی: Maureen Cusack; ۲۴ نوامبر ۱۹۲۰ – ۱۸ دسامبر ۱۹۷۷) بازیگر اهل ایرلند بود. وی بین سال‌های ۱۹۴۵ تا ۱۹۷۵ میلادی فعالیت می‌کرد.
از فیلم‌هایی که وی در آن‌ها نقش داشته است، می‌توان به مرد ناجور اشاره نمود.